# Gymnopsyra magnipunctata
Gymnopsyra magnipunctata is een keversoort uit de familie boktorren (Cerambycidae). De wetenschappelijke naam van de soort is voor het eerst geldig gepubliceerd in 1934 door Knull.